# هيرومي هارا
هيرومي هارا (باليابانية: 原 博実) (19 أكتوبر 1958 في اليابان – )؛ هو لاعب كرة قدم ياباني سابق كان يلعب كمهاجم. سبق له أن لعب مع منتخب اليابان.

## وصلات خارجية
- هيرومي هارا على موقع الاتحاد الدولي (مؤرشف)  (الإنجليزية)
- هيرومي هارا على موقع قاعدة بيانات كرة القدم.إي يو (الإنجليزية)
- هيرومي هارا على موقع ناشيونال فوتبول تيمز (الإنجليزية)
- هيرومي هارا على موقع عالم كرة القدم.نت (الإنجليزية)
- National Football Teams
- Japan National Football Team Database